# Nor Kyank (Shirak)
Nor Kyank es una localidad del raión de Artik, en la provincia de Shirak, Armenia, con una población censada en octubre de 2011 de 1701 habitantes. 
Se encuentra ubicada al sureste de la provincia, a poca distancia del río Mantash —un afluente del río Akhurian— y de la frontera con la provincia de Aragatsotn.